# Oscar Friedman
Oscar „The Poet“ Friedman (* ?; † im 20. Jahrhundert) war ein US-amerikanischer Mobster und arbeitete für die Verbrecherorganisation Murder, Inc., die für zahlreiche Morde im  New York der 1930er Jahre – aber auch in anderen Bundesstaaten – verantwortlich war. Er wird heute der sogenannten „Kosher Nostra“ zugerechnet.

## Leben
Über die Person von Oscar Friedman ist wenig bekannt, außer dass er – wie ein Großteil der anderen Mitglieder der Murder, Inc. – aus einem der ärmeren jüdischen Vierteln von New York stammte und es um 1940 zu seiner Festnahme kam. Der Name „The Poet“ resultierte aus dieser Verhaftung, da er sitzend auf einer Parkbank aufgegriffen wurde, während er gerade anspruchsvolle Literatur las.
Friedman wurde verdächtigt, in diverse Mordfälle verwickelt zu sein. Es folgte eine Anklage durch Staatsanwalt William O’Dwyer, der es sich zum Ziel gemacht hatte, gegen die Murder, Inc. vorzugehen und Ende der 1930er Jahre den Schwerpunkt seiner Ermittlungen auf den Bandenchef Louis Buchalter gesetzt hatte.
Innerhalb der kriminellen Vereinigung hatte Friedman insbesondere die Funktion, Fluchtfahrzeuge und Automobile, die in irgendeiner Form an Straftaten beteiligt waren oder dem Abtransport von Leichen dienten, verschwinden zu lassen.
Dies geschah in der Weise, dass Friedman, der (vordergründig) als Autohändler arbeitete und einen Stellplatz in einem verwinkelten Hinterhof in Brooklyn besaß, die Fahrzeuge einfach weiterverkaufte. Wenn dies nicht möglich war, wurden die Vehikel in ihre Einzelteile zerlegt oder verschrottet.
Nach seiner Verhaftung sagte Friedman gegenüber den Behörden aus und trat als belastender Kronzeuge gegen die Auftragsmörder Martin Goldstein und Harry Strauss in Erscheinung. Beide wurden zum Tode verurteilt und im Gefängnis Sing Sing auf dem elektrischen Stuhl hingerichtet.